# بدرکزا (زامتگمایند)
بدرکزا (به آلمانی: Samtgemeinde Bederkesa) یک منطقهٔ مسکونی در آلمان است که در کوکسهاون واقع شده‌است. بدرکزا ۱۲٬۰۸۱ نفر جمعیت دارد.